# 리빙 아파트 투게더

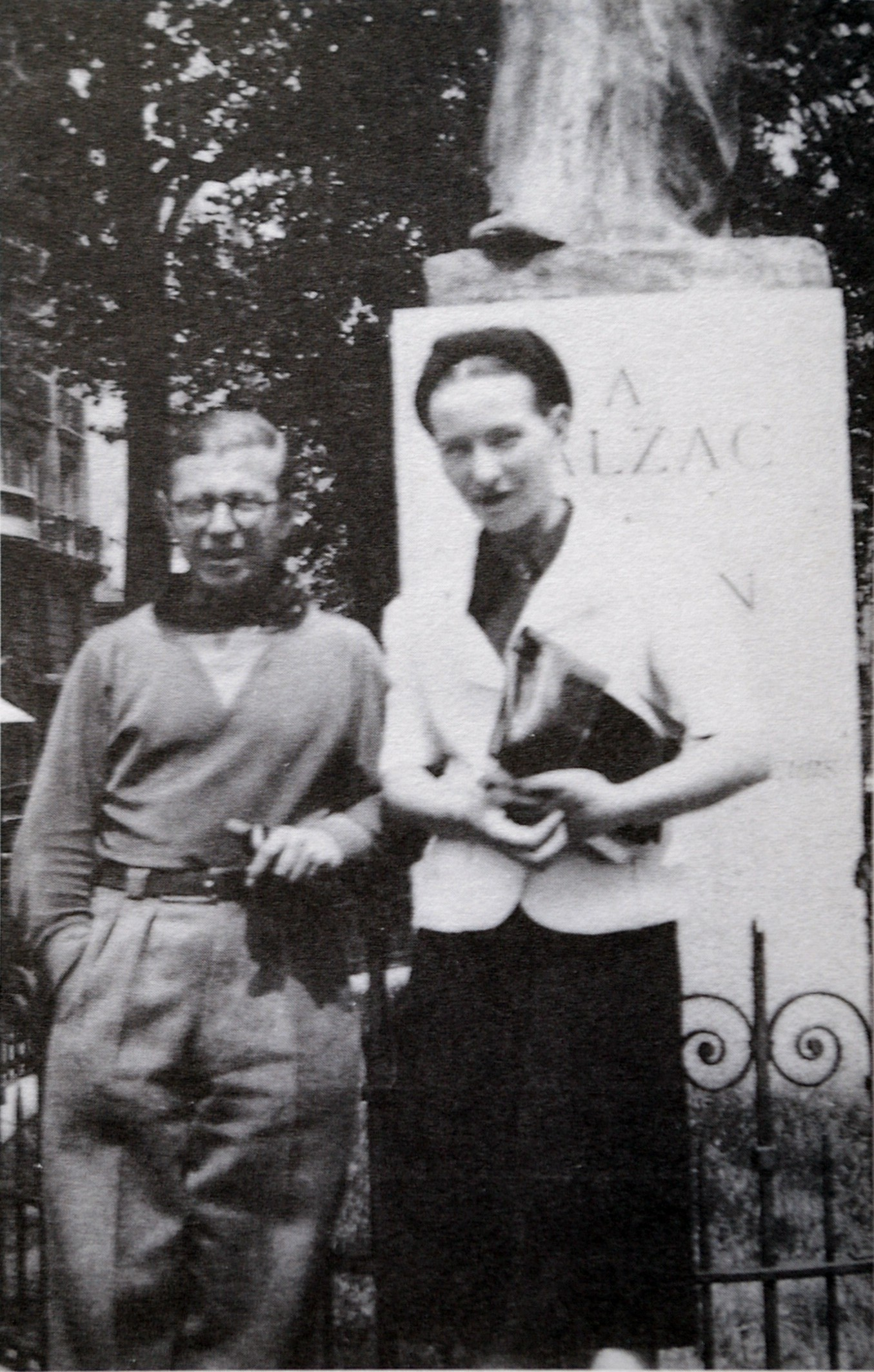
장 폴 사르트르와 시몬 드 보부아르는 "따로 살지만 함께하는" 관계를 맺었다.

리빙 아파트 투게더(Living apart together, 따로 살지만 함께하는, LAT) 커플은 친밀한 관계를 맺고 있지만 별도의 주소에 거주한다. 여기에는 함께 살고 싶지만 아직 그럴 수 없는 커플과 다양한 이유로 따로 사는 것을 선호하거나 (또는 그래야 하는) 커플이 포함된다.
'LAT 관계'라는 용어는 1970년대 네덜란드에서 인기를 얻었는데, 이는 핌 드 라 파라의 영화 프랭크 엔 에바(Frank en Eva) 덕분이었으며, 이 영화에는 "Living Apart Together"이라는 태그라인이 붙어 있었고 (그리고 "Living Apart Together"라는 제목으로 국제 개봉되었다).
2000년대 초반, LAT 커플은 영국 성인 (가족과 함께 사는 사람 제외)의 약 10%를 차지했으며, 결혼하거나 동거하지 않는 사람들의 4분의 1 이상을 차지했다. 벨기에, 프랑스, 독일, 네덜란드, 노르웨이, 스웨덴을 포함한 다른 북유럽 국가에서도 비슷한 수치가 기록되었다. 연구에 따르면 남유럽에서도 비슷하거나 더 높은 비율이 나타나지만, 거기에서는 LAT 커플이 종종 부모의 집에서 계속 거주한다. 호주, 캐나다 및 미국에서는 대표 설문 조사에 따르면 미혼 성인의 6%에서 9%가 다른 곳에 사는 파트너를 두고 있다. LAT는 또한 대중적으로 점차 이해되고 받아들여지고 있으며, 대부분에게 파트너 관계에 충분하다고 여겨지고, 결혼이나 동거와 동일한 헌신과 충실성에 대한 기대를 받고 있다.
아시아에서는 베이징시에서 "주혼"이 점점 더 흔해지고 있다. 베이징 대학교 여성학 연구소의 궈젠메이 소장은 뉴스데이 특파원에게 "주혼은 중국 사회의 엄청난 변화를 반영한다"고 말했다. "주혼"은 중국의 모쒀족이 형성하는 일시적인 결혼 형태로, 남성 파트너는 다른 곳에 살고 매일 밤 방문한다. 사우디아라비아에서도 유사한 형태인 미샤르 결혼은 남편과 아내가 따로 살지만 정기적으로 만나는 것을 포함한다.

## 연구
일부 연구자들은 따로 사는 것을 역사적으로 새로운 가족 형태로 보고 있다. 이러한 관점에서 LAT 커플은 커플로서의 친밀함을 추구하는 동시에 자율성을 유지할 수 있다. 일부 LAT 커플은 커플 관계를 덜 중요하게 여기고 우정에 더 많은 중요성을 둘 수도 있다. 또는 다른 이들은 LAT를 가능한 동거와 결혼으로 가는 길의 '단계'로만 보고 있다. 이 관점에서 LAT는 가족을 넘어선 급진적인 개척자가 아니라 신중하고 보수적이며 단순히 헌신 부족을 보여주는 것이다. 또한 많은 이들은 단순히 '꾸준한' 또는 장기적인 남자친구/여자친구의 현대적 버전일 수도 있다.
더 포괄적인 데이터를 사용한 연구에 따르면 LAT 커플은 따로 사는 다양한 동기를 가진 이질적인 사회적 범주이다. 약 3분의 1은 동거하기에 너무 이른 관계라고 생각하는 반면, 다른 이들은 함께 살고 싶지만 주거비용이나 (드물게) 직장 위치와 같은 제약 때문에 함께 살 수 없다. 그러나 많은 이들은 장기적인 관계를 맺고 있으며 원한다면 함께 살 수도 있지만 함께 살지 않는 것을 선호한다. 실제로 동기는 종종 복잡하다. 예를 들어, 한 파트너는 기존 자녀를 위해 가족 집을 보존하고 싶어하는 반면, 다른 파트너는 자율적인 시간과 공간을 환영할 수 있다. 때로는 '선호'가 방어적인 동기를 가질 수 있다. 예를 들어, 실패하거나 불쾌했던 동거 관계의 재발을 피하려는 정서적 욕구이다. 전반적으로 LAT 커플은 '기쁘게 떨어져 있는' 관계일 수 있으며, '유감스럽게 떨어져 있는' 관계일 수도 있고, 많은 경우 장점과 단점을 모두 경험하는 우유부단하고 모호한 관계일 수 있다.

## 인구 통계
파트너와 떨어져 사는 사람들은 모든 연령대에서 발견되지만, 동거하거나 결혼한 커플보다 평균적으로 젊다. 영국에서는 LAT 커플의 거의 50%가 가장 젊은 연령대 (18-24세)에 속하지만, 25-55세 연령대에도 상당한 비율이 있다. 부모가 아닌 사람 (현재 부양 자녀가 없는 사람)은 부모보다 파트너와 떨어져 살 가능성이 훨씬 높다. LAT 커플은 또한 모든 사회경제적 집단에서 발견되며, 영국에서는 전체 인구의 계층 프로필과 거의 차이가 없다.

## 생애 주기
LAT 관계에서 사는 것은 생애 주기의 다른 단계에서 다른 의미를 갖는다. 젊은 성인과 동거하는 부양 자녀가 있는 성인 사이의 많은 LAT 관계는 일시적이고 비자발적이다. 그러나 노년기의 LAT (LLAT)는 일반적으로 파트너와 함께 사는 것의 안정적인 대안이다. 노인들 사이에서는 자녀 양육과 유급 노동의 책임이 줄어들고 한정된 미래가 효과적으로 풍부한 관계에 대한 선호를 증가시키면서 우선순위가 바뀐다. LLAT는 이 과정에 잘 맞다. LLAT 관계의 낮은 조직 수준과 결혼을 특징짓는 많은 약속과 묶음의 부재는 관계의 정서적인 측면에 초점을 맞춘다. 성별 또한 LLAT의 매력을 형성한다. 스웨덴 연구에 따르면 나이든 여성은 독립을 확보하고 전통적인 성별 분업을 피하기 위해 따로 사는 것에 더 많은 동기를 부여받았다. 중년 및 빈 둥지 인구의 일부 또한 LAT 관계가 제공하는 독립과 자율성을 소중히 여긴다. 이러한 커플은 이전에 결혼했거나 동거에서 부정적인 결과를 경험했거나 전통적인 사회적 규범에 도전하고 있을 수 있다.

## 태도
커플로서 따로 사는 것은 점차 이해되고 받아들여지고 있다. 2006년까지 영국에서는 대다수 (54%)가 "커플이 강한 관계를 갖기 위해 함께 살 필요는 없다"는 데 동의했으며, 25%만이 반대했다. 2000년까지 영국에서 16-44세 사람들의 약 5분의 1이 '따로 사는 것'을 '이상적인 관계'로 묘사했으며, 독점적인 결혼은 40% 이상, 미혼 동거는 20% 미만이었다.
태도적으로 LAT 커플 자체는 '젊은 파트너' 그룹의 동거인과 유사하며, 더 보수적인 '노년의 결혼' 다수와는 대조적이다. 나이를 통제하면 LAT는 다른 관계 범주보다 그들에게 직접적인 영향을 미치는 문제에 대해 다소 더 자유로운 경향이 있다. 예를 들어 관계의 독립성이 미치는 영향에 대해 그렇다. 그러나 다른 논란의 여지가 있는 '가족' 문제 (예: 동성 파트너십 또는 미혼모에 대한 수용)에 대해서는 LAT 자체가 거의 차이를 만들지 않으며, 오히려 일반적으로 더 젊고 더 자유로운 미혼 동거인 및 LAT 커플과 비교할 때 나이든 결혼한 사람들의 상대적인 전통성이 두드러진다.

## 커플 사례
유명인과 유명 커플은 19세기부터 21세기까지 언급되었다. 예를 들어, 2007년 더 타임스 기사는 우디 앨런과 미아 패로 (뉴욕 센트럴 파크 양쪽에 살고 있었다), 마가렛 드래블과 마이클 홀로이드 (2018년 현재 36년 결혼, 별도 거주), 헬레나 보넘 카터와 팀 버튼 및 그들의 두 자녀 (런던 햄프스티드의 옆집에 있는 두 채의 집) - 2014년 별거, 그리고 부커상 수상자 아룬다티 로이와 남편 프라디프 크리셴 (인도 델리에 별도 거주)을 언급한다.
1840년대에는 유명 작곡가 프레데리크 쇼팽과 여성 소설가 조르주 상드가 오늘날 LAT라고 불릴 "특이한" 관계를 맺었다. 철학자 장 폴 사르트르 (1905-1980)와 여성주의 작가 시몬 드 보부아르 (1908-1986) 사이의 LAT 관계는 종종 언급된다 (하지만 그들도 다른 동시대의, 일시적인 관계를 맺었다는 점에서 예외적이었다). 그러나 LAT는 부유하고 유명한 사람들만이 따로 사는 것이 아니라 모든 사회 집단의 평범한 사람들 사이에서 흔하다는 것을 기억하는 것이 중요하다. 다큐멘터리 투스 어 크라우드는 2000년대 후반 경제 침체로 인해 LAT 관계를 포기해야 했던 뉴욕 커플을 다루고 있다. 이 영화는 커플이 함께 살 수밖에 없게 된 후 한 집 안에 두 개의 별도 "아파트"를 만들려고 노력하는 모습을 보여준다.

## 같이 보기
- 장거리 연애
- 싱글턴 (라이프스타일)